# Vídeňská úmluva o silničním provozu
Vídeňská úmluva o silničním provozu nebo zkráceně jen Úmluva o silničním provozu je mezinárodní smluvní dohodou, jejímž účelem je sjednotit podmínky a pravidla silničního provozu a zabezpečit tak v mezinárodním provozu bezpečí účastníků silničního provozu. Signatářské země si dohodly obsah této úmluvy během Konference hospodářské a sociální rady OSN o silničním provozu konané od 7. října do 8. listopadu 1968, úmluva byla následně uzavřena ve Vídni dne 8. listopadu 1968, z čehož plyne název této úmluvy. Úmluva vešla v plnou platnost 21. května 1977. Během konference byla vytvořena a schválena také Úmluva o dopravních značkách a signálech. Úmluva později prošla změnami 3. září 1993 a 28. března 2006. V Ženevě byla 1. května 1971 ještě uzavřena doplňující Evropská dohoda.

## Historie
Před přijetím Vídeňské úmluvy o silničním provozu platila v různých zemích různá pravidla silničního provozu a v každé zemi se používalo různé dopravní značení. Z těchto rozdílů pochopitelně vyplývaly komplikace v mezinárodním provozu, protože pravidla závazná v jedné zemi neplatila v zemi jiné, v důsledku tedy řidič, který chtěl se svým vozem přejet státní hranice s jinou zemí, se musel seznámit se všemi pravidly silničního provozu v dané zemi včetně tamějšího dopravního značení.
Jedním z pokusů o sjednocení těchto pravidel a usnadnění mezinárodního provozu byla Ženevská úmluva o silničním provozu z roku 1949.
Úmluvu z roku 1968 podepsalo celkem 83 zemí, některé země však úmluvu neratifikovaly. Země, které Vídeňskou úmluvu nepřijaly, mohly dále postupovat podle Ženevské úmluvy.

## Pravidla stanovená úmluvou
Úmluva ve signatářských zemích sjednocuje mimo jiné povinnou výbavu vozidla, definici technické způsobilosti vozidla k provozu, definici silničního vozidla a dalších pojmů, skupiny řidičských oprávnění a další. Pravidla stanovená úmluvou platí v signatářských zemích, které úmluvu ratifikovaly, resp. jejich následovnických zemích doposud.

## Přeshraniční provoz
Jedna z výhod, které Vídeňská úmluva přinesla, je možnost provozu motorových vozidel v zemi jiné než té, kde bylo vozidlo registrováno. Do uzavření úmluvy se mohlo v zemi, ve které vozidlo zaregistrováno nebylo, na vozidlo nahlížet tak, že je provozováno nelegálně. Tato výhoda přinesla značný prospěch řidičům, kteří cestovali a cestují mezi zeměmi. Tato výhoda však má určité podmínky:
- Automobily musí mít jak vpředu, tak vzadu poznávací značku, a to i v případě, kdy v zemi, kde bylo vozidlo zaregistrováno, je možné mít umístěnu pouze jednu značku, například jen vzadu. Poznávací značka musí obsahovat textový řetězec složený z číslic nebo písmen a číslic. Uvedený řetězec musí být psán velkým latinským písmem a arabskými číslicemi, v konkrétních případech může být značka doplněna i o přepis do jiného písmenného systému.
- Motocykly mohou mít poznávací značku jen jednu a umístěnou vzadu, povinnost přední poznávací značky se na ně nevztahuje.
- Na zadní straně vozidla musí být umístěna značka země, v níž bylo vozidlo registrováno. Značka země může být umístěna jak na poznávací značce vozidla, tak i samostatně na nálepce nebo tabulce k tomu určené.
- Provedení uvedené značky registrační země bylo definováno v příloze 3 úmluvy, která stanovila, že písmena na této značce musí být černé barvy a umístěná musí být na bílém pozadí, které má tvar elipsy, hlavní osa značky musí být vodorovná. Značka navíc musí být umístěna tak, aby nebylo bráněno její čitelnosti.
- Pokud je značka registrační země součástí poznávací značky vozidla, musí být uvedena z obou stran vozidla. Značka může (ale nemusí, příslušný stát si toto stanoví sám) být doplněna o národní vlajku příslušné země nebo symbol mezinárodního společenství, kam země přísluší. Značka registrační země musí být na poznávací značce umístěna buď úplně vlevo, nebo úplně vpravo. Pokud je značka země doplněná o vlajku nebo symbol, značka se symbolem/vlajkou se vždy umísťuje vlevo. Značka musí být na poznávací značce tak, aby nebylo bráněno její čitelnosti a bylo okamžitě možné ji odlišit od zbytku poznávací značky. Odlišení může být provedeno tak, že značka registrační země bude mít jinou barvu písma než číslo vozidla, jinou barvu pozadí než zbytek poznávací značky nebo bude od zbytku poznávací značky oddělena zřetelnou čárou.
- Vozidlo musí pro provoz splňovat stanovené technické požadavky.
- Řidič vozidla je povinen mít při řízení při sobě osvědčení o registraci vozidla, a pokud ve vozidle v dané době necestuje majitel (provozovatel) vozidla, tak i svolení vlastníka vozidla k řízení vozu.

## Autonomní řízení
Vzhledem k době uzavření úmluvy a technologickému pokroku a vývoji začíná Vídeňská úmluva mírně zaostávat. Úmluva pracuje s předpokladem, že za chování a provoz vozidla je odpovědná a že nad ním má plnou kontrolu lidská bytost (řidič).
V roce 2021 bylo navrženo, aby se součástí úmluvy stala definice systému autonomního řízení, tedy vozidla, které využívá hardwarového a softwarového vybavení k vlastnímu ovládání a provádění vlastního řízení, bez nutnosti zásahu lidské bytosti (řidiče).
Tato změna by měla nabýt platnosti do 18 měsíců ode dne rozeslání pozměňovacího návrhu k úmluvě jejím signatářským zemím (nebo jejich následovnickým zemím, které se úmluvy stále drží), tj. nejpozději do 14. července 2022, pokud nebude návrh zamítnut nejpozději do 13. ledna 2022.

## Signatářské země
Seznam zemí, které podepsaly Vídeňskou úmluvu a ratifikovaly ji. Pokud k dnešku (duben 2022) některá ze signatářských zemí zanikla, jsou uvedeny následovnické země, které se úmluvy stále drží:
1. Albánská republika
2. Bahamy
3. Bahrajnské království
4. Belgické království
5. Běloruská republika
6. Bosna a Hercegovina
7. Brazilská federativní republika
8. Bulharská republika
9. Černá Hora
10. Česká republika
11. Dánské království
12. Demokratická republika Kongo
13. Estonská republika
14. Filipínská republika
15. Finská republika
16. Francouzská republika
17. Gruzie
18. Guyana
19. Chorvatská republika
20. Íránská islámská republika
21. Italská republika
22. Izrael
23. Jihoafrická republika
24. Kazašská republika
25. Kubánská republika
26. Kuvajt
27. Litevská republika
28. Lotyšská republika
29. Lucemburské velkovévodství
30. Maďarská republika
31. Marocké království
32. Moldavská republika
33. Monacké knížectví
34. Mongolsko
35. Nigerská republika
36. Norské království
37. Pákistánská islámská republika
38. Pobřeží slonoviny
39. Rakouská republika
40. Rumunsko
41. Ruská federace
42. Řecká republika
43. San Marino
44. Senegalská republika
45. Seychely
46. Severní Makedonie
47. Slovenská republika
48. Slovinská republika
49. Spolková republika Německo
50. Srbsko
51. Středoafrická republika
52. Švédské království
53. Švýcarská konfederace
54. Tádžikistán
55. Tuniská republika
56. Turkmenistán
57. Ukrajina
58. Uruguayská východní republika
59. Uzbekistán
60. Velká Británie
61. Vietnam
62. Zimbabwe

Země, které úmluvu podepsaly, ale neratifikovaly, resp. jejich následovnické země, které však ratifikaci též neprovedly:
1. Ekvádor
2. Ghana
3. Chile
4. Indonésie
5. Jižní Korea
6. Kostarika
7. Mexico
8. Portugalsko
9. Španělsko
10. Thajsko
11. Tchaj-wan
12. Vatikán
13. Venezuela

## Související
- Vídeňská úmluva o dopravních značkách a signálech